# Геноцид индейцев
Геноцид индейцев — уничтожение коренного населения Северной и Южной Америки европейскими колонизаторами и их потомками. Применимость понятия геноцид к этим историческим событиям остаётся предметом дискуссии среди исследователей.

## Численность индейцев до и после колонизации
Точное число жертв установить невозможно, потому что неизвестно количество населения до прихода Колумба.
В целом цифры исследователей колеблются от 6 до 112 миллионов человек. По мнению Дмитрия Самохвалова, расхождения в оценках связаны с разной плотностью населения в разных регионах Америки — при земледелии плотность населения очень высока и наоборот у охотников и собирателей плотность населения низка. Племена охотников и собирателей в несколько тысяч человек занимали площади, равные территории средних европейских государств. Численность предков эскимосов составляла 2-2,5 тысячи человек. До появления на континенте лошадей Великие равнины Северной Америки и Патагония в Южной Америке были почти не заселены. Наоборот, земледельческие районы Мексики, Перу и долины Миссисипи были плотно населены.
Считается, что население Америки до открытия европейцами составляло от 40 до 100 миллионов человек. Джон Уайт оценивает общую численность индейцев в доколумбовой Америке в 0,75-1 миллион человек. Но по мнению венесуэльского испаниста Анхеля Розенблата (Ángel Rosenblat) в его исследовании «Население Америки в 1492 году: старые и новые расчеты» (1967), население Америки не превышало 13 миллионов человек и было сосредоточено крупными группами в империях ацтеков и инков. Французский историк Фернан Бродель в своём исследовании «Материальная цивилизация, экономика и капитализм», опираясь на подсчёты А. Розенблата, приводит минимальные оценки численности населения всей Америки накануне конкисты в 10-15 миллионов человек, и в 8 миллионов после окончания завоевания. Максимальные оценки численности населения всей Америки около 1500 года, на основе изучения численности населения Мексики в 25 миллионов человек сразу после испанского завоевания, составляют 80-100 миллионов человек для всего континента. Сомневаясь в правдоподобности подобных цифр, Бродель всё равно признает резкое и катастрофическое падение численности индейцев после прихода европейских колонизаторов. По мнению В. А. Сурнина, в доколумбовой Америке жило больше 25 миллионов человек: к концу XV в. в Северной Америке проживало 1,5-2 млн индейцев, в Мезоамерике — 4,5-6 млн, на современной территории США — 1 млн, на островах Карибского бассейна 0,3 — 0,5 млн, в зоне Анд — 6-8 млн.
Население Нового Света к 1500 году составляло 46 миллионов человек, по данным Броделя в 1650 году население Америки составляло от 8 до 13 миллионов, к 1750 году численность коренного населения уменьшилась в несколько раз, за 250 лет вымерли большинство языковых семей (целые группы народов) и языков-изолятов. Подавляющее большинство индейцев (до 100 миллионов, по некоторым выкладкам убывания площади обрабатываемых полей) погибли из-за отсутствия иммунитета к болезням, невольно или преднамеренно (через одеяла, пропитанные трупными ядами или принадлежавшие больным оспой) занесённым европейскими колонистами.
По мнению генетика Брендана О’Фэллон из Университета штата Вашингтон (Сиэтл) и немецкого антрополога Ларс Ферен-Шмиц из Гёттингенского университета в Proceedings of the National Academy of Sciences, в XVI—XVII веках численность коренного населения Северной и Южной Америки сократилось пусть и не на 90 %, но примерно в два раза.
В 1960-е годы в Испании Карлом Сойером был обнаружен в архивах исторический документ, написанный Бартоломео Колумбом (братом Христофора Колумба), который был на то время губернатором острова Эспаньола. В документе зафиксировано, что в 1496 году на острове было 1 миллион 100 тысяч индейцев. Однако испанцы владели половиной острова и не учитывали женщин и детей. Отсюда можно сделать вывод, что индейцев было около 3 млн только на контролируемой испанцами территории. Уже через одно поколение (примерно 30 лет, около 1526 года) испанцы насчитали всего 11 тысяч индейцев, при том что испанские владения расширились.

С другой стороны средняя численность равнинных племён после массовых эпидемий по оценкам Юрия Стукалина составляла около 3-4 тысяч человек. И хотя считается достоверно установленным, что численность индейцев на территории США в конце 19 века составляла 250 тысяч человек, однако их число на момент первых контактов с европейцами остается предметом споров. В 1928 году этнолог Джеймс Мун оценил общее количество индейцев к северу от Мексики в 1 152 950 человек на момент появления европейцев, в 1987 году Рассел Торнтон выдвинул цифру в более чем 5 миллионов человек, а Ленор Стиффарм и Фил Лейн-младший — 12 миллионов. В 1983 году антрополог Генри Добинс оценил индейское население Северной Америки в 18 миллионов человек и индейское население на территории будущих США в 10 миллионов человек. Однако ряд индейских организаций и историков в США утверждают, что численность индейцев с 1500 года до 1900 сократилась с 12 млн до 237 тысяч.

## Латинская Америка
Колонизация Америки происходила путём выселения из родных земель и истребления коренного населения Америки.
3 августа 1492 года Христофор Колумб отплыл из города Палос-де-ла-Фронтера на трёх судах: «Нинья», «Пинта» и «Санта-Мария», в поисках Индии. Через 70 дней плавания он достиг нескольких островов нового, неизвестного континента.
12 октября Колумб со своим экипажем в 90 человек высадился на одном из Багамских островов. В этот же день произошёл первый контакт с местными жителями острова. В своём личном дневнике в этот же день Христофор Колумб оставляет запись с первыми впечатлениями:

«Эти люди ни в чём не испытывали нужды. Они заботились о своих растениях, были искусными рыбаками, каноистами и пловцами. Они строили привлекательные жилища и держали их в чистоте. Эстетически они выражали себя в дереве. У них было свободное время, чтобы заниматься игрой в мяч, танцами и музыкой. Они жили в мире и дружбе. …Эти люди ходят, в чём их мать родила, но добродушны… их можно сделать свободными и обратить в нашу Святую Веру. Из них получатся хорошие и искусные слуги».

Позже Колумб не раз описывал в бортовых журналах красоту островов и их дружелюбных, счастливых, мирных жителей, а через два дня после первого контакта, 14 октября того же года, в одном из бортовых журналов была сделана запись:

«50 солдат достаточно для того, чтобы покорить их всех и заставить делать всё, что мы хотим. Местные жители разрешают нам ходить, где мы хотим, и отдают нам всё, что мы у них просим».

15 марта 1493 года Христофор Колумб вернулся в Испанию. Из своего первого путешествия он привёз растения, животных и шестерых индейцев.
25 сентября 1493 года Колумб отплывает в Америку на 3 караках, 17 каравеллах с 1 500 людьми на борту. Именно с этой экспедицией в Новый Свет была завезена большая партия мастифов и грейхаундов, обученных для нападения на людей. Также применялись массовые повешения, организовывались карательные походы.
Во время второй экспедиции Колумб занимался поисками золота и «Великого китайского ханства» вдоль южного побережья Кубы, а также занимался продажей индейцев в рабство. Вооружённый аркебузами и боевыми собаками отряд объезжал верхом индейские деревни с целью обмена золота. При оказании сопротивления испанцы забирали золото силой, а людей обращали в рабство.
После королевской экспедиции в «Новый мир» в Испании появилось много «охотников» за золотом, которые организовывали частные экспедиции. Испанская монархия взимала с них 1/3 часть, а позже 1/5. Короли наделяли колонистов землями и позволяли им принуждать живущих на них аборигенов сеять поля и сажать огороды для «новых хозяев». Испанцы не только устанавливали законы, по которым карали индейцев смертью, но и зачастую просто спорили, кто сможет разрубить человека одним ударом сабли сверху донизу. За одного убитого испанца убивали сто индейцев. С момента ввоза на континент собак испанцы кормили их убитыми индейцами.
Испанский историк и конкистадор Сьеса де Леон упоминает в своих записках о португальце по имени Рохе Мартин, на крыльце дома которого

…висели части разрубленных индейцев для кормёжки его собак, как будто они были дикими зверьми.

Во время этого похода на Испаньолу прибыл Бартоломе де Лас Касас. Увиденное им состояние местных жителей, а также самих испанцев, Бартоломе оценил как ужасное и по возвращении в Испанию доложил монархам о плохом состоянии ведения дел Колумбом и его братьями. Впоследствии он не раз вставал на защиту коренного населения Америки. В его книге «Кратчайшая реляция о разрушении Индий» (исп. Brevísima relación de la destrucción de las Indias), опубликованной в 1552 году, приводится яркое описание зверств, творимых конкистадорами в Америке — в частности, на Карибах, в Центральной Америке и на территориях, которые сегодня относятся к Мексике — среди которых много событий, свидетелем которых он являлся, а также некоторые события, которые он воспроизводит со слов очевидцев. Во многом благодаря его усилиям в 1542 году были приняты Новые законы в защиту индейцев в колониях.
Немногим позже испанские монархи послали для проверки Хуана Агуадо, который доложил в конце 1495 года о высокой смертности индейцев по причине жестокой политики колонистов. Колумб издал закон, который обязывал всех индейцев старше 14 лет раз в квартал (3 месяца) платить испанцам золотом или 25 фунтами хлопка (в районах, где золота не было). Уплатившим такой «налог» выдавался медный жетон с датой последней выплаты. Жетон, таким образом, продлевал право жить на три месяца.
Выполнить требование закона было нереально, поскольку индейцам нужно было бросить обрабатывать свои поля, охоту и заниматься только добычей золота. Начался голод. Ослабленные и деморализованные, они превращались в лёгкую добычу для инфекций, занесённых испанцами.
В 1498 году вступил в действие закон о принудительном труде индейцев на испанцев. Поводом послужило недовольство доходами, получаемыми со сбора золота и продажи аборигенов в рабство.
В июле-сентябре 1539 года конкистадор Франсиско де Чавес сравнял с землёй Королевство Каруа Кончукос, входившее до 1533 года в состав Империи инков (народность кончуко занимала территорию, которая сейчас отвечает провинциям Пальаска и Коронго, на севере департамента Анкаш, Перу) и убил 600 детей младше трёхлетнего возраста, что стало самым массовым убийством детей в истории.
В 1598 году, в ответ на убийство 11 испанских солдат, дон Хуан де Онате совершил карательную экспедицию и в трёхдневном сражении у горы Акома (название горы произошло от названия племени, жившего на ней) уничтожил 800 индейцев и приказал отрубить левую ногу каждому мужчине племени старше 25 лет.
В годы, предшествующие 1835, бразильское правительство пыталось подчинить индейцев, создавая «местное правительство». В результате вспыхнуло восстание нескольких племён в Белен, которое было подавлено.
Причиной многочисленных жертв среди индейцев племени яномами, проживавших в дельте реки Амазонка, послужила богатая полезными ископаемыми территория, на которой проживало племя. Большое количество индейцев погибло от инфекций, занесённых туда строителями и солдатами. На сегодня численность яномами составляет около 500 человек; для сравнения — в 1974 году их численность составляла приблизительно 2000 человек.

## Североамериканские колонии
Вечером 26 мая 1637 года английские колонисты под командованием Джона Андерхилла, в союзе с могиканами и племенем наррагансетт, атаковали деревню племени пекотов (на территории современного штата Коннектикут) и сожгли заживо приблизительно 600—700 человек.
В 1740 году один французский путешественник писал:

«…сотни миль речных берегов без признака человеческой жизни и некогда процветающих деревень, которые были опустошены и пусты».

Во время Войны за независимость США 8 марта 1782 года 96 крещёных индейцев были убиты американским народным ополчением из штата Пенсильвания. Инцидент произошёл в миссии моравских братьев под названием Гнаденхюттен, которая была расположена рядом с нынешним городом Гнаденхюттен в штате Огайо.

## Геноцид индейцев в США
Во время революционной войны и после провозглашения независимости США вооруженные столкновения между поселенцами и индейцами не были редкостью. Некоторые события отличались жестокостью или трагичностью, и получили широкую огласку. 30 апреля 1774 года произошла резня у Жёлтого Ручья, близ современного Уэлсвилля (штат Огайо). В период напряжённых отношений и регулярных конфликтов между жителями самых удалённых населённых пунктов США и индейцами, от рук группы из 22-30 вирджинских приграничных поселенцев, во главе которых стоял Дэниэл Грейтхауз, погибли не менее десятка индейцев из племени минго, среди которых были брат, и по некоторым источникам также жена, племянник, и сестра Логана. Убитая сестра Логана — Кунай, имела с собой 2-месячную дочь, которую оставили в живых и передали отцу Джону Гибсону, в то время одному из знатных белых торговцев в районе, и, в будущем, управляющему территорией Индианы.
В 1825 году Верховный суд США в одном из решений формулирует Доктрину открытия, согласно которой право на земли «открытых» земель принадлежит тем, кто их «открыл», а коренное население сохраняет право проживания на них, но не собственности на землю. На основании данной доктрины уже в 1830 году принят Закон о переселении индейцев, жертвами которого становятся Пять цивилизованных племён.
26 февраля 1860 года на острове Индиан-Айленд, у побережья северной Калифорнии шесть местных жителей, землевладельцев и бизнесменов, устроили резню индейцев племени вийот, убив топорами и ножами по крайней мере 60, и, возможно, более 200 женщин, детей и стариков.
3 марта 1863 года Конгресс утвердил «Акт о переселении индейцев в резервации». Индейские резервации зачастую создавались в непригодных для сельского хозяйства местах. Большие резервации расположены на плато Колорадо в штате Аризона (племя навахов), в горах на севере штата Юта, на Великих равнинах в штатах Северная Дакота и Южная Дакота, по течению реки Миссури (племя индейцев сиу), на межгорном плато в штате Вайоминг и в предгорьях Кордильер в штате Монтана (индейцы-шайенны). Большое число резерваций находится вдоль границы США и Канады.
29 декабря 1890 года в окрестности города Вундед-Ни штата Южная Дакота, в результате хаотичной перестрелки, начавшейся из-за случайного выстрела в процессе разоружения племени лакота армией США, погибло около 150 индейцев, и около 50 получили ранения. Здесь индейцы собрались, чтобы провести популярные у них «пляски духов».
В XIX веке имело место широкомасштабное истребление бизонов, ослабившее многие племена прерий. По оценкам исследователей, в 1800 году численность бизонов составляла 30—40 миллионов животных, а к концу века они были истреблены почти поголовно: осталось менее одной тысячи. Американский генерал Филип Шеридан писал: «Охотники за бизонами сделали за последние два года больше для решения острой проблемы индейцев, чем вся регулярная армия за последние 30 лет. Они уничтожают материальную базу индейцев. Пошлите им порох и свинец, коли угодно, и позвольте им убивать, свежевать шкуры и продавать их, пока они не истребят всех бизонов!». Шеридан в конгрессе США предлагал учредить специальную медаль для охотников, подчёркивая важность истребления бизонов. Также Шеридан является автором высказывания «Хороший индеец — мёртвый индеец».

В 1850 году на первой сессии Законодательное собрание штата Калифорнии приняло «Закон об управлении и защите индейцев», который обозначил принципы будущих взаимоотношений между белыми и индейцами. Предоставляя индейцам некоторую юридическую защиту, Акт тем не менее зафиксировал неравенство белых и индейцев перед законом и положил начало широкому злоупотреблению в отношении использования индейцев в качестве рабочей силы, хотя и разрешая им проживать на частных землях. В течение 1851 и 1852 годов Законодательное собрание Калифорнии одобрило выделение 1,1 миллиона долларов на вооружение и содержание отрядов милиции для «подавления враждебно настроенных индейцев» и в 1857 году выпустило бонды на сумму 410 тыс. долларов для тех же целей. Эти выплаты, теоретически имевшие целью разрешить конфликты между белыми и индейцами, только стимулировали формирование новых отрядов добровольцев и попытку уничтожить всех индейцев в Калифорнии.
В 2009 году Конгресс США включил в закон о расходах на оборону заявление о принесении официальных извинений индейцам США за «множество случаев насилия, плохого обращения и пренебрежения, которым подвергались коренные народы со стороны граждан Соединённых Штатов».

## Споры вокруг вопроса о геноциде
Однако то, были ли индейцы именно жертвами геноцида, является неоднозначным и вызывающим споры вопросом в истории депопуляции коренного населения Америки. После организованного нацистами Холокоста во время Второй мировой войны геноцид был определён как преступление «с намерением уничтожить, частично или полностью, национальную, этническую или религиозную группу как таковую». В контексте колонизации Америки спорность вопроса в основном заключается в правомерности определения депопуляции, у которой было много причин, этим термином.
Историк Дэвид Станнард считает, что коренное население Америки (включая Гавайские острова) стало жертвой «евроамериканской геноцидной войны», признавая, что большинство индейцев умерло в результате опустошительных эпидемий от инфекций, занесённых колонизаторами. По его оценкам, погибло почти 100 миллионов от того, что он назвал «Американским холокостом». Взгляды Станнарда разделили Киркпатрик Сейл, Бен Кирнан, Ленор Стиффарм, Фил Лейн-мл. и другие. Эти воззрения в дальнейшем были развиты в публикациях Уорда Черчила, бывшего профессора Колорадского университета в Боулдере, который, в частности, высказал мнение, что «дело сделано по злому намерению, а не природой».
Утверждение Станнарда о 100 миллионах жертв было оспорено, как не основанное на каких-либо демографических данных, а также ввиду того, что Станнард не делал различия между смертью от насилия и смертью в результате заболевания.
В отличие от оценки Станнарда, политолог Рудольф Раммел, профессор Гавайского университета, оценивает, что за весь период европейской колонизации от 2 до 15 миллионов индейцев стало жертвой геноцида.
Раммел писал:

Даже если эти цифры хотя бы отдалённо отражают реальные, покорение Америки можно считать одним из самых кровавых и продолжительных геноцидов в мировой истории.

С другой стороны, Нобл Дэвид Кук, латиноамериканист и профессор истории Флоридского международного университета, считает, что публикации Станнарда, как и других авторов работ, приуроченных к 500-й годовщине открытия Америки, являются непродуктивным возвратом к объяснению депопуляции в стиле чёрной легенды.
Хотя никто из авторитетных учёных не отрицает смерть и страдания, причинённые европейцами коренному населению Америки, тем не менее, большинство историков оспаривает тот факт, что геноцид, являющийся «преступлением с намерением», был на самом деле намерением европейских колонизаторов в Америке. Так, историк Стаффорд Пул писал:

Есть другие термины для описания того, что случилось в Западном полушарии, но геноцид не из их числа. Это хороший пропагандистский термин в эпоху, когда слоганы и выкрики заменили размышления и исследования; использование его в этом контексте обесценивает как сам термин, так и ужас, пережитый евреями и армянами, как двумя примерами крупнейших жертв этого столетия.

Аргументы против того, что имел место геноцид индейцев, можно разделить на 3 основные группы:
- Колонизация Америки фактически была захватнической войной, в которой в определённые периоды и на определённых территориях перевес оказывался на разных сторонах. При этом индейцы неоднократно сами начинали боевые действия.
- В уничтожении индейцев часто принимали участие не только белые, но и сами индейцы, которые враждовали между собой, уничтожали друг друга, служили белым колонистам, принимали участие в военных действиях против враждебных им племен, а зачастую и сами начинали войны, за что получали от белых материальную или иную выгоду.
- Подавляющее большинство индейцев погибло из-за отсутствия иммунитета к болезням, невольно или преднамеренно занесённым европейскими колонистами.

Контраргументы — за признание действий колонизаторов геноцидом:
- Качество вооружения поселенцев было заведомо выше, то есть равенства сил сторон не наблюдалось.
- Междоусобные военные действия аборигенов инспирировались европейцами по принципу «разделяй и властвуй».
- Об отсутствии иммунитета аборигенов к европейским болезням английские колонисты знали, заведомо раздавая заражённые оспой вещи (одежду и одеяла)[14].
- Сознательные и целенаправленные действия колонистов по организации массового голода с голодными смертями индейцев в результате полного уничтожения бизонов, служивших для коренного населения основным источником пищи, одежды и жилья.

Большинство американских историков воздерживается от употребления термина «геноцид» для описания депопуляции коренного населения Америки как такового, ряд историков вместо рассмотрения всей истории европейской колонизации как единого и продолжительного акта геноцида рассматривает отдельные войны и кампании как геноцидные, как по намерению, так и по последствиям. Обычно в их число включают Войну с пекотами (1637) и кампании против племён Калифорнии, начавшиеся в 1850 году.
Президент Венесуэлы Уго Чавес неоднократно говорил о действиях европейских колонизаторов относительно коренных американцев как о геноциде и призывал латиноамериканцев не отмечать день Колумба, так как это событие (открытие Америки) послужило началом геноциду.

## Депопуляция в результате эпидемий
Вместе с европейскими поселенцами в Америку были завезены характерные для Старого Света инфекционные болезни, такие как оспа, тиф, корь, грипп, бубонная чума и другие. Постулируется, что европейские поселенцы обладали более высоким иммунитетом как минимум к некоторым инфекционным заболеваниям, заведомо отсутствовавшим у индейцев. Мнение основано на гипотезе, что все эпидемические болезни Евразии и Африки были в конечном счете получены человеком от домашних животных — это была своего рода плата за освоение скотоводства, практически не получившего развития в доколумбовой Америке. По некоторым оценкам, смертность среди индейцев при заболевании оспой достигала 80—90 %. Существуют мнения, что до 95 % коренного населения Америки было уничтожено занесёнными европейцами болезнями.
Немалая часть смертей была связана с заболеваниями натуральной оспой. Уже в 1507 году первый случай заболевания оспой был замечен на Испаньоле (Гаити); в 1520 году вместе с испанскими переселенцами с Испаньолы оспа последовала на материк. По свидетельству Торибио де Бенавенте (Мотолиниа), индейцы были беспомощны перед оспой, которая производила на них чудовищное действие — заболевшие покрывались страшными язвами; вымерло до половины населения провинций Центральной Мексики. Массовые эпидемии оспы во многом обусловили падение империй ацтеков и инков. Оспа добралась до земель инков раньше, чем испанские конкистадоры — в 1526 году, за пять лет до испанского вторжения, от неё умер правитель инков Уайна Капак. По современным оценкам, за 1524—1527 годы из 6 млн населения инкской империи умерло не менее 200 тысяч человек. Эпидемии оспы повторялись на южноамериканском континенте каждые десять-двадцать лет; к 1578 году они затронули даже малодоступные внутренние районы Бразилии, куда болезнь занесли миссионеры. В созданных иезуитами поселениях на берегах великих южноамериканских рек — до 100 000 индейцев — не позднее 1660 года от инфекционных болезней умерло 44 тысячи обитателей, а в повторившейся в 1669 году эпидемии — ещё 20 тысяч.
Создание поселений на восточном побережье Северной Америки в XVII веке также сопровождалось опустошительными эпидемиями оспы среди индейцев и впоследствии среди колонистов, родившихся уже на американской земле. Крупные индейские города в устье Миссисипи, описанные Эрнандо де Сото в 1540 году, уже не существовали ко второй половине XVII века, когда здесь появились первые постоянные французские поселения. Место для создания в 1620 году Плимута (Массачусетс) — первой английской колонии в Новом Свете — было «расчищено» страшнейшей эпидемией оспы среди индейцев в 1617—1619 годах.

## Индейские племена, исчезнувшие в результате европейской колонизации
- Беотуки
- Куэва
- Таино
- Тимукуа